# ツール・ド・フランス2005
ツール・ド・フランス2005（フランス語: Tour de France 2005）は、ツール・ド・フランスとしては92回目の大会。2005年7月2日から7月24日まで、全21ステージ、全行程3596.5kmで行われた。

## コース
グランデパールはフランス中西部海岸のフロマンティーヌ（ヴァンデ県）で、プロローグは大陸のスタートからすぐにノワールムティエ島に入り同島内を進むコースとなった。以後はフランス国土を東に進み国境を越えドイツへ。その後アルプス・ピレネー・中央山塊の順に山岳ステージを消化しパリ・シャンゼリゼを目指す。

## レース概要
19kmで争われたプロローグでは、前年のプロローグ覇者であるファビアン・カンチェラーラは優勝には届かなかったものの、新人賞を獲得した。カンチェラーラを抑え優勝したのはデヴィッド・ザブリスキーで、史上初のツール7連覇を目指すランス・アームストロングを僅か2秒差で交わし、初日マイヨ・ジョーヌの栄光を手にした。
ツール序盤恒例のスプリント争い。開幕戦を制したのは今年パリ～ルーベとロンド・ファン・フラーンデレンを制した好調のトム・ボーネン。続く第3ステージも制し、2連勝とライバルを寄せ付けない。第4ステージのチームタイムトライアルではアームストロング率いるディスカバリーチャンネルがCSCに2秒差をつけ優勝、ここで大本命アームストロングにマイヨが移った。また、55秒差の総合2位にはジョージ・ヒンカピー、1分14秒差の同5位にホセ・ルイス・ルビエラ、1分16秒差の同6位にヤロスラフ・ポポヴィッチ、1分26秒差の同8位にベンハミン・ノバルとディスカバリーチャンネルは盤石の体制を築いた。再開したスプリント合戦ではロビー・マキュアンがボーネンを抑え勝利。
第6ステージではアレクサンドル・ヴィノクロフとともに抜け出したロレンツォ・ベルヌッチが優勝。ヴィノクロフはステージ2位に入り総合でも3位に浮上。翌日のゴールスプリントはマキュアンが優勝し2勝目をあげた。
ドイツからフランスへ戻る第8ステージでは、ピーター・ウェーニングがアンドレアス・クレーデンをスプリントで破り優勝。27秒遅れのメイン集団の先頭を獲ったのはアレハンドロ・バルベルデ。アームストロングは20位でステージを終える。翌日に行われた第9ステージでは、ミカエル・ラスムッセンが圧勝。3分4秒遅れのステージ3位に入ったイェンス・フォイクトが総合首位に立つ。
今大会最初の頂上フィニッシュとなった第10ステージ。ラストの上りでのディスカバリーチャンネルの強力な牽引によりイバン・マヨ、ホセバ・ベロキ、ヴィノクロフといった選手が脱落。最後のアシスト、ポポヴィッチによる牽引でアームストロングの集団はアームストロング、ラスムッセン、バルベルデ、フランシスコ・マンセボ、イヴァン・バッソ、カデル・エヴァンスに絞られ、ヤン・ウルリッヒやフロイド・ランディス、リーヴァイ・ライプハイマー、クレーデンらはここで遅れてしまっていた。その後、さらにバッソとエヴァンスが脱落。先頭は4人になる。残り1kmでラスムッセンがアタックするも不発に終わる。そして、満を時してアタックしたアームストロングについていけたのは25歳のバルベルデのみ。アームストロングはスプリントせず、バルベルデが区間優勝を果たし、新人賞に袖を通した。アルプス2日目の第11ステージ、昨日大きく遅れたヴィノクロフがマドレーヌ峠でオスカル・ペレイロ、サンティアゴ・ボテーロとともに先頭集団を形成。下りでエゴイ・マルティネスも追いつくが、続くテレグラフ峠であっさりと遅れる。先頭は再び3人となりテレグラフ峠の山頂を通過。そして、ガリビエ峠へ突入。上りでペレイロとボテーロが遅れだす。ボテーロは踏ん張って42秒遅れに留め、下りで追いつくことに成功し、協調体制を築き集団から逃げ切る。スプリントでヴィノクロフが1秒差をつけ優勝。これにより総合12位に浮上。
フランス革命記念日に行われた第12ステージ。レース序盤にボーネンがリタイア。ポイント賞首位はトル・フースホフトに移動した。逃げ13人を追うメイン集団では、マヌエル・ベルトランが落車しリタイア。ディスカバリーチャンネルはアシストを失ってしまう。その後の2級山岳でダヴィ・モンクティエがアタック。後続は牽制気味となり、フランス人モンクティエがフランス人によるフランス革命記念日勝利をあげた。第13ステージは久々の集団スプリントとなり、昨日辛酸を舐めたマキュアンが優勝。フースホフトとのポイント差を22ポイントまで縮めることに成功した。
第14ステージでは34歳ゲオルク・トーチニヒがオーストリア人として1931年以来史上2人目のステージ優勝。メイン集団ではウルリッヒやラスムッセンらがアタックするもアームストロングは反応せず。マンセボがラスムッセンを捕えたところでついにアームストロングがアタック。ウルリッヒ、バッソらの集団へのジョイントを成功させる。最後の1級山岳でアームストロング、バッソ、ウルリッヒが抜け出す。バッソがなんとか逃げようとするがアームストロングは離れず。痺れを切らしウルリッヒがアタックするが、直後にアームストロングもアタック。バッソは続いたが、ウルリッヒは遅れてしまう。アームストロングはステージ2位に入りリードを拡大。
ピレネー2日目の第15ステージではアームストロングのアシストであり盟友でもあるヒンカピーがペレイロとの一騎打ちを制して優勝を果たす。アームストロングはバッソと同タイムでフィニッシュ。ウルリッヒは1分24秒を失ってしまう。
翌日ペレイロはハビエル・サンディオ、エディ・マッツォレーニ、エヴァンスとのスプリントを制し、見事に昨日の雪辱を果たす。アームストロングは36位でフィニッシュし、マイヨを堅守する。第17ステージでは最終的に22分以上のタイム差をつけての逃げ切りが決まる。ステージ優勝はクルトアスル・アルヴェセンを下した同年のジロ・デ・イタリア覇者パオロ・サヴォルデッリが獲得。中央山塊を舞台にした第18ステージは、ラ・クロワ・ヌーヴへの頂上フィニッシュとなり、10年前同地を制したローラン・ジャラベールのかつてのチームメート、マルコス・セラーノがセドリック・ヴァスールとアクセル・メルクスに27秒差をつけ優勝する。メイン集団もラ・クロワ・ヌーヴでセレクションがかけられ、アームストロング、バッソ、エヴァンス、ウルリッヒとなる。ラスムッセンはここで遅れてしまい、ウルリッヒとの差が2分12秒に縮まってしまう。第19ステージは先頭4人の中から残り1kmで飛び出したジュゼッペ・グエリーニが追走に10秒の差をつけ逃げ切り勝利を獲得。
勝負の第20ステージは55.5kmの個人タイムトライアル。暫定総合3位のラスムッセンはコース途中に設けられていたロータリーで落車。すぐに走り出すも、その後何度もメカトラブルに襲われてしまう。ウルリッヒはヴィノクロフのマークしていたトップタイムを53秒更新して暫定トップタイムを樹立。総合2位バッソは後半失速。この日だけでウルリッヒから1分31秒を失ったが、総合2位の座を確保。そしてアームストロングはウルリッヒのタイムを23秒も更新する異次元の走りを披露し、今大会初のステージ優勝をあげた。ラスムッセンはバッソとアームストロングにも抜かれ、アームストロングから7分47秒遅れのステージ77位に沈み、総合7位にダウン。しかしながら山岳賞獲得を確定させた。

最終日、シャンゼリゼ、コンコルド広場の石畳を利して猛烈なアタックを仕掛けた総合5位のヴィノクロフが集団から逃げ切って、近年では全く見られない最終日逃げ切り勝利を決めた。アームストロングはステージ118位でフィニッシュ。これでツール史上初の総合7連覇を達成した。しかしアームストロングのドーピングが後年になって発覚し、アームストロングは7連覇の全てを剥奪された。

## 各区間の優勝者と総合首位者
| 区間   | 日   | 行程                                                | km              | 区間優勝                     | 総合首位                 |
| ------ | ---- | --------------------------------------------------- | --------------- | ---------------------------- | ------------------------ |
| 1      | 7/2  | フロマンティーヌ – ノワールムーティエ・アン・リール | 19 (個人TT)     | デヴィッド・ザブリスキー     | デヴィッド・ザブリスキー |
| 2      | 7/3  | シャラン – ルゼール                                 | 181,5           | トム・ボーネン               | デヴィッド・ザブリスキー |
| 3      | 7/4  | ラ・シャテニュレ – トゥール                         | 212,5           | トム・ボーネン               | デヴィッド・ザブリスキー |
| 4      | 7/5  | トゥール – ブロワ                                   | 67,5 (チームTT) | ディスカバリーチャンネル     | ランス・アームストロング |
| 5      | 7/6  | シャンボール – モンタルジ                           | 183             | ロビー・マキュアン           | ランス・アームストロング |
| 6      | 7/7  | トロワ – ナンシー                                   | 199             | ロレンツォ・ベルヌッチ       | ランス・アームストロング |
| 7      | 7/8  | ルネヴィル – カールスルーエ (独)                    | 228,5           | ロビー・マキュアン           | ランス・アームストロング |
| 8      | 7/9  | プフォルツハイム (独) – ジェラルム                  | 231,5           | ピーター・ウェーニング       | ランス・アームストロング |
| 9      | 7/10 | ジェラルム – ミュルーズ                             | 171             | ミカエル・ラスムッセン       | イェンス・フォイクト     |
| 休息日 |      |                                                     |                 |                              |                          |
| 10     | 7/12 | グルノーブル – クールシュヴェル                     | 181             | アレハンドロ・バルベルデ     | ランス・アームストロング |
| 11     | 7/13 | クールシュヴェル – ブリアンソン                     | 173             | アレクサンドル・ヴィノクロフ | ランス・アームストロング |
| 12     | 7/14 | ブリアンソン – ディーニュ＝レ＝バン                 | 187             | ダヴィ・モンクティエ         | ランス・アームストロング |
| 13     | 7/15 | ミラマ – モンペリエ                                 | 173,5           | ロビー・マキュアン           | ランス・アームストロング |
| 14     | 7/16 | アジェド – Ax-3 ドマーヌ                            | 220,5           | ゲオルク・トチュニヒ         | ランス・アームストロング |
| 15     | 7/17 | レザ・スル・レズ – サン・ラリ・ソーラン             | 205,5           | ジョージ・ヒンカピー         | ランス・アームストロング |
| 休息日 |      |                                                     |                 |                              |                          |
| 16     | 7/19 | ムーラン – ポー                                     | 180,5           | オスカル・ペレイロ           | ランス・アームストロング |
| 17     | 7/20 | ポー – ルヴェ                                       | 239,5           | パオロ・サヴォルデッリ       | ランス・アームストロング |
| 18     | 7/21 | アルビ – マンド                                     | 189             | マルコス・セラーノ           | ランス・アームストロング |
| 19     | 7/22 | イソワール – ル・ピュイ＝アン＝ヴレ                 | 153,5           | ジュゼッペ・グエリーニ       | ランス・アームストロング |
| 20     | 7/23 | サン＝テティエンヌ – サン＝テティエンヌ             | 55,5 (個人TT)   | ランス・アームストロング     | ランス・アームストロング |
| 21     | 7/24 | コルベルソンヌ – パリ、シャンゼリゼ通り             | 144,5           | アレクサンドル・ヴィノクロフ | ランス・アームストロング |

## 成績
- 2012年2月9日、スポーツ仲裁裁判所(CAS)は、ヤン・ウルリッヒに対し、2011年8月22日から2年間の出場停止処分を下した。UCIドーピング規則第15.2[3]違反のため。また2005年5月以降、引退年日の2007年2月までの記録を抹消されることになった[4]ため、当年大会の記録が全て抹消された。

### 総合成績
| 順位     | 選手名                       | 国籍           | チーム                       | 時間（時間:分:秒） |
| -------- | ---------------------------- | -------------- | ---------------------------- | ------------------ |
| 成績剥奪 | ランス・アームストロング     | アメリカ合衆国 | ディスカバリーチャンネル     | 86:15:02           |
| 2        | イヴァン・バッソ             | イタリア       | チームCSC                    | +4:40              |
| 成績剥奪 | ヤン・ウルリッヒ             | ドイツ         | T-モバイル                   | +6:21              |
| 4        | フランシスコ・マンセボ       | スペイン       | ケス・デパーニュ             | +9:59              |
| 5        | アレクサンドル・ヴィノクロフ | カザフスタン   | T-モバイル                   | +11:01             |
| 成績剥奪 | リーヴァイ・ライプハイマー   | アメリカ合衆国 | ゲロルシュタイナー           | +11:21             |
| 7        | ミカエル・ラスムッセン       | デンマーク     | ラボバンク                   | +11:33             |
| 8        | カデル・エヴァンス           | オーストラリア | プレディクトール・ロト       | +11:55             |
| 9        | フロイド・ランディス         | アメリカ合衆国 | フォナック                   | +12:44             |
| 10       | オスカル・ペレイロ           | スペイン       | フォナック                   | +16:04             |
| 11       | クリストフ・モロー           | フランス       | クレディ・アグリコール       | +16:26             |
| 12       | ヤロスラフ・ポポヴィッチ     | ウクライナ     | ディスカバリーチャンネル     | +19:02             |
| 13       | エッディ・マッツォレーニ     | イタリア       | ランプレ・カフィタ           | +21:06             |
| 14       | ジョージ・ヒンカピー         | アメリカ合衆国 | ディスカバリーチャンネル     | +23:40             |
| 15       | アイマール・スベルディア     | スペイン       | エウスカルテル・エウスカディ | +23:43             |
| 16       | イェルク・ヤクシェ           | ドイツ         | リバティ・セグロス           | +24:07             |
| 17       | ボビー・ジュリック           | アメリカ合衆国 | チームCSC                    | +24:08             |
| 18       | オスカル・セビーリャ         | スペイン       | T-モバイル                   | +27:45             |
| 19       | アンドレイ・カシェチキン     | カザフスタン   | クレディ・アグリコール       | +28:04             |
| 20       | ジュゼッペ・グエリーニ       | イタリア       | T-モバイル                   | +33:02             |

### 各部門賞結果
| 第92回 ツール・ド・フランス 2005 | 第92回 ツール・ド・フランス 2005 | 第92回 ツール・ド・フランス 2005 |                  |
| -------------------------------- | -------------------------------- | -------------------------------- | ---------------- |
| 全行程                           | 21区間、3596.5km                 | 21区間、3596.5km                 | 21区間、3596.5km |
|                                  | ランス・アームストロング         | 86:15:02                         |                  |
| 2位                              | イヴァン・バッソ                 | + 4:40                           |                  |
| 順位剥奪                         | ヤン・ウルリッヒ                 | + 6:21                           |                  |
| 4位                              | フランシスコ・マンセボ           | + 9:59                           |                  |
| 5位                              | アレクサンドル・ヴィノクロフ     | + 11:01                          |                  |
| ポイント賞                       | トル・フースホフト               | 194 P.                           |                  |
| 2位                              | スチュアート・オグレディ         | 182 P.                           |                  |
| 3位                              | ロビー・マキュアン               | 178 P.                           |                  |
| 4位                              | アレクサンドル・ヴィノクロフ     | 158 P.                           |                  |
| 5位                              | アラン・デービス                 | 130 P.                           |                  |
| 山岳賞                           | ミカエル・ラスムッセン           | 185 P.                           |                  |
| 2位                              | オスカル・ペレイロ               | 155 P.                           |                  |
|                                  | ランス・アームストロング         | 99 P.                            |                  |
| 4位                              | クリストフ・モロー               | 93 P.                            |                  |
| 5位                              | ミハエル・ボーヘルト             | 90 P.                            |                  |
| 新人賞                           | ヤロスラフ・ポポヴィッチ         | 86:34:04                         |                  |
| 2位                              | アンドレイ・カシェシュキン       | + 9:02                           |                  |
| 3位                              | アルベルト・コンタドール         | + 44:23                          |                  |
| 4位                              | マキシム・イリンスキー           | + 59:42                          |                  |
| 5位                              | ジェローム・ピノー               | + 1:12:36                        |                  |
| チーム賞                         | T-モバイル                       | 256:10:29                        |                  |
| 2位                              | ディスカバリーチャンネル         | + 14:57                          |                  |
| 3位                              | チームCSC                        | + 25:15                          |                  |
| 4位                              | クレディ・アグリコール           | + 55:24                          |                  |
| 5位                              | イル・バルアール                 | + 1:06:09                        |                  |